# Theresa von Eltz

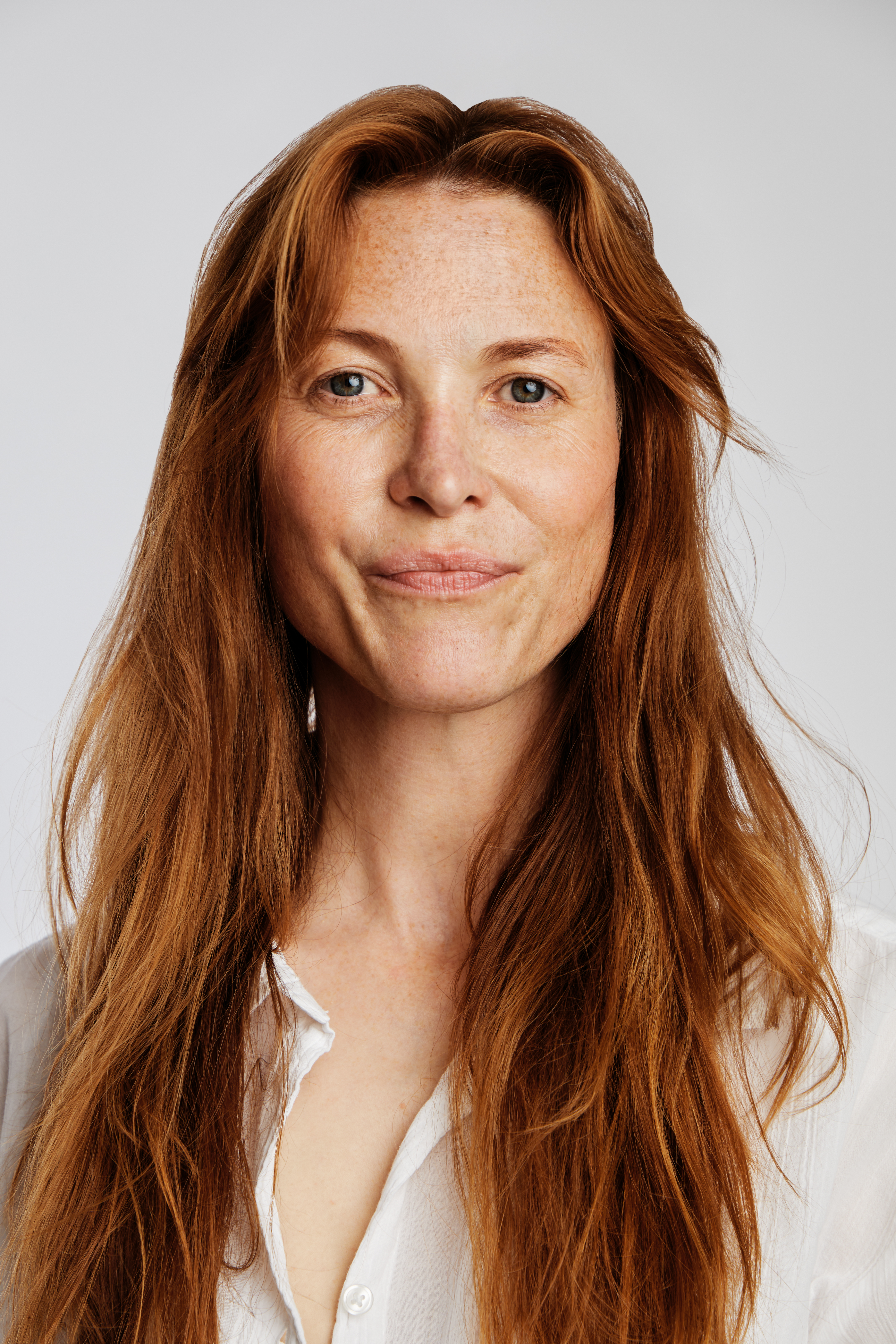
Theresa von Eltz, 2024

Theresa von Eltz (* 15. November 1978 als Theresa Carlotta Luise Bettina von und zu Eltz in Bonn) ist eine deutsche Filmregisseurin.

## Leben
Theresa von Eltz wuchs als drittes von fünf Geschwistern in Bergisch Gladbach auf. Ihr in Berlin begonnenes Studium in Politik und Geschichte beendete sie mit einem Master an der University of Oxford. Im Anschluss studierte sie Regie an der National Film and Television School in Beaconsfield, England. Dort wurde sie von den Regisseuren Ken Loach und Stephen Frears unterrichtet und geprägt.
Mit Gecko drehte sie ihren ersten Kurzfilm, der 2007 für den Goldenen Bären bei den Berlinale Shorts nominiert wurde. Theresas Kinospielfilm-Debüt 4 Könige kam 2015 in die deutschen Kinos, wurde bei zahlreichen Festivals ausgezeichnet und gewann unter anderem 2016 den Deutschen Filmpreis in Bronze in der Kategorie Bester Spielfilm.
2018 drehte sie ihren ersten Tatort Dresden Wer jetzt allein ist. 2019 wandte sie sich mit dem Kinderfilm Ostwind Aris Ankunft einem neuen Genre zu. Der Film kam in die Vorauswahl Bester Kinderfilm des Deutschen Filmpreis 2020. 
Im August 2021 drehte sie im Harz den Werbespot Klimakrise ist jetzt. Hören wir auf, nur zu reden für die Kanzlerkandidatin Annalena Baerbock von Bündnis 90/Die Grünen. 
Theresa von Eltz ist Mitglied der Deutschen Filmakademie und lebt in Wien und Berlin.

## Filmografie
- 2007: Gecko (Kurzfilm)
- 2008: Close (Kurzfilm)
- 2008: The Space You Leave (Kurzfilm)
- 2015: 4 Könige
- 2017: Der Kriminalist (5 Folgen)
- 2018: Tatort: Wer jetzt allein ist
- 2019: Ostwind – Aris Ankunft